# Nikola Urošević Gedža
Nikola Urošević Gedža (Valjevo, 1947) srpski je pevač narodne muzike.
Rodio se i odrastao u Valjevu, u siromašnoj radničkoj porodici. Završio je metalostrugarski zanat i neko vreme radio kao metalostrugar. Zatim mu je ugostitelj Pera Lažov ponudio da peva u njegovom lokalu. Uskoro je počeo pevati po kafanama u Šapcu, Valjevu i Lazarevcu. U PGP RTB uveo ga je kompozitor Budimir Jovanović Buca. Od kolega Urošević izuzetno ceni Šabana Šaulića. Snimio je oko 120 srpskih pesama od kojih su najpoznatije Oj Srbijo lepotice, Hriste Bože, Povedi kolo Miloje, Marširala kralja Petra garda, Ginuli su Obilići, Velika Srbija, Srbija će biti kraljevina, Sokolovi sivi tići (nezvanična himna Republike Srpske Krajine), Živ je Draža umro nije itd.

## Pesme

### Singlovi
- 1970: Idi bez suza
- 1971: Ako još imaš srca
- 1972: Ljubavi nema više
- 1973: Ako nisi drug kod bola
- 1974: Šta mi vredi što sam s drugom
- 1975: Zaboravi da postoji ona
- 1976: Ne pitaj me moj jarane
- 1977. s Petrom Grubićem: Povedi kolo Miloje

### Albumi
- 1982: Slađana zbogom
- 1983: Tambura
- 1985: Teci živote teci
- 1985: Povedi kolo Miloje
- 1986: Oj Srbijo lepotice
- 1988: Zbog nje
- 1989: Šest vekova prođe od kosovskog boja
- 1990: Hej sudbino šta mi radiš
- 1992: Čuvaj nam Bože Srbiju
- 1994: Izdržimo braćo Srbi
- 1996: Bog je rodom iz Srbije
- 2000: Zašto smo se u životu sreli
- 2006: Oj Srbijo lepotice
- Pesme SPO - Svi! Svi! Svi
- 18 najlepših srpskih pesama
- ostale pesme (Marš na Drinu, Pođem kući, Za Srbijom patim)